# حديقة المهندس محمد زهير السعودي

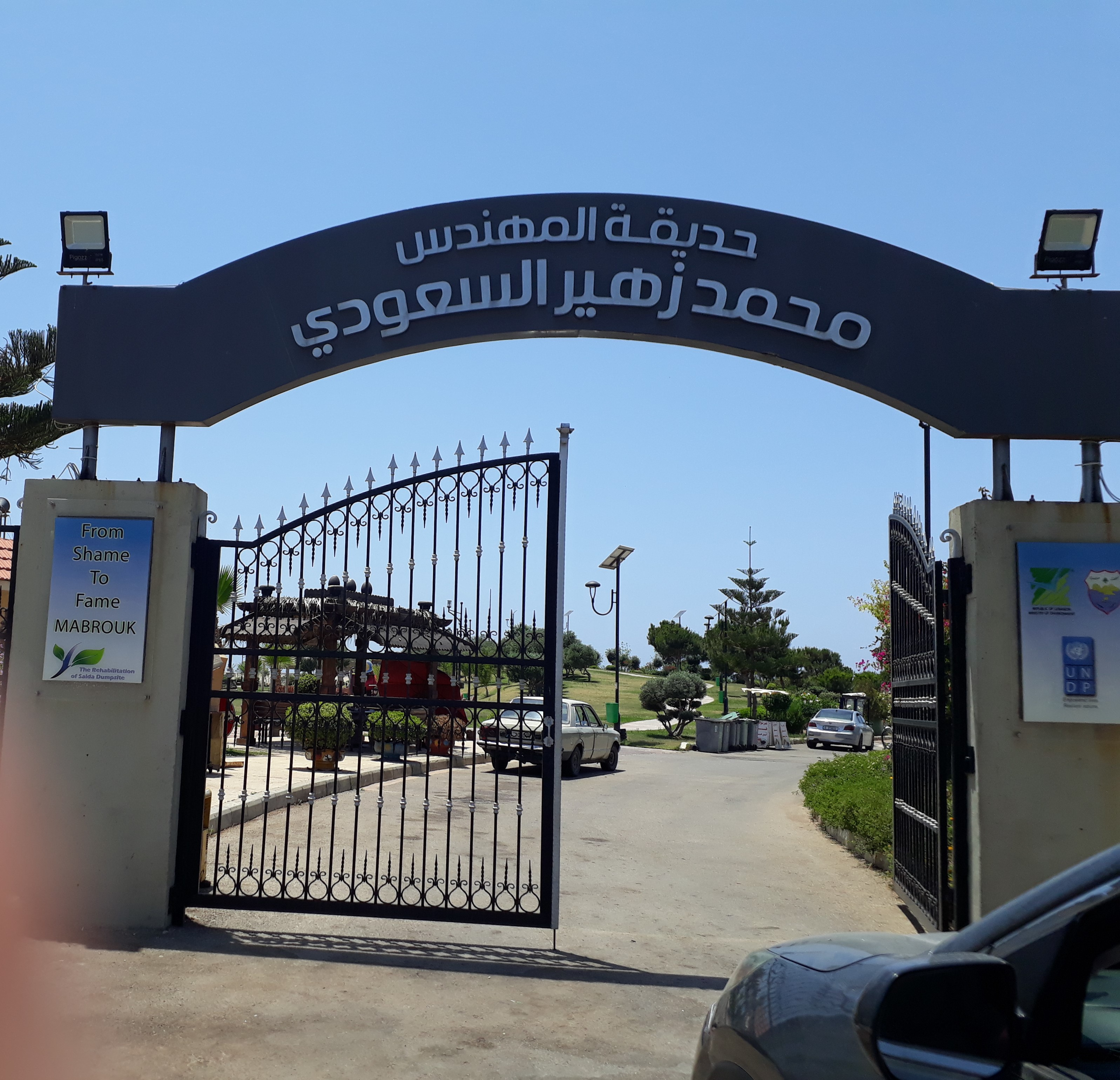
حديقة المهندس محمد زهير السعودي في صيدا - لبنان

حديقة المهندس محمد زهير السعودي هي إحدى الحدائق العامة في المنطقة الساحلية التابعة لمدينة صيدا. وعند افتتاحها أعلن رئيس بلدية صيدا المهندس محمد السعودي بأن يوم الخميس 21 نيسان 2016 هو يوم تاريخي في المدينة حيث سيشهد افتتاح الحديقة العامة التي أقيمت مكان جبل النفايات،  مما يعني انتهاء مشروع تأهيل وإزالة جبل النفايات، وتحقيق حلم صيدا بتخليصها وتخليص منطقتها وسواحل البحر الأبيض المتوسط من كارثة بيئية دامت على مدى أكثر من 40 عاما.

## الموقع
تقع حديقة المهندس محمد زهير السعودي على ساحل البحر الأبيض المتوسط في ضواحي مدينة صيدا وهي تابعة لإحدى المشاريع الرامية لإنماء المدينة وتحسين بيئتها. تم إنشاؤها برعاية بلدية صيدا برئاسة المهندس السعودي في عام 2016.

## افتتاح الحديقة
عشية افتتاح الحديقة العامة (حديقة المهندس محمد زهير السعودي) ، تفقد المهندس السعودي التحضيرات الجارية في مكان الاحتفال يرافقه رئيس الدائرة الهندسية في بلدية صيدا المهندس الدكتور زياد الحكواتي واطلع من رئيس فريق طوارئ البلدية أحمد قاسم على سير العمل. كما قام  نائب رئيس بلدية صيدا الأستاذ إبراهيم البساط واللجنة التحضيرية في المجلس البلدي بزيارة تفقدية  للمكان وذلك مع ممثل برنامج الأمم المتحدة الإنمائي المهندس إدغار شهاب وفريق عمل البرنامج في صيدا. وتمت معاينة اللمسات الأخيرة على المدرج الروماني حيث سيتم الإحتفال، وقد أقيمت في المكان المنصة الرئيسية لإلقاء الكلمات وشاشة عملاقة من أجل عرض فيلم موجز عن مشروع إزالة جبل النفايات وإقامة المطمر الصحي وإنشاء الحديقة العامة .

### الاحتفال
أقيم الاحتفال تحت شعار الحلم أصبح حقيقة والجبل صار حديقة، وبدعوة من وزارة البيئة وبلدية صيدا وبرنامج الأمم المتحدة الانمائي UNDP، حيث احتفلت مدينة صيدا نهار الخميس 21 نيسان الجاري (الساعة الخامسة والنصف عصرا) بافتتاح حديقة المهندس محمد زهير السعودي ( قرار المجلس البلدي رقم 73 تاريخ 24-3-2016)، والتي أقيمت في مكان جبل النفايات (سابقًا) والذي تمت إزالته وإقامة المطمر الصحي والحديقة العامة وتحويل المكان إلى واحة صديقة للبيئة.
مكان الاحتفال بوليفار الرئيس الشهيد رفيق الحريري في سينيق. وقد كان في برنامج الحفل الاستقبال وبعدها فيلم وثائقي عن المشروع، ثم كلمة رئيس بلدية صيدا المهندس محمد السعودي تبعتها كلمتي كل من الممثل المقيم لبرنامج الأمم المتحدة الانمائي فيليبي لازاريني ووزير البيئة الاستاذ محمد المشنوق واستمر الاحتفال لساعة.

## المساحة
حديقة ترفيهية واسعة تبلغ مساحتها حوالي 35 ألف متر مربع، وتتألف من مساحات خضراء وممرات مفتوحة للمشي والتجول، بالإضافة إلى مناطق جلوس متعددة توفر المقاعد الخشبية والحجرية والطاولات، كما تزين الحديقة نافورة مياه تقع في منتصفها، إلى جانب بعض الأحواض المائية الحجرية.

## الترفيه
الحديقة تضمّ أكثر من 180 شجرة من بينها 3 أشجار زيتون معمّرة يبلغ عمر كل منها أكثر من 180 عاماً، بالإضافة إلى 10452 شتلة ونبتة ووردة بما يوازي مساحة لبنان بالأرقام، وتخترق المساحات الخضراء ممرات مرصوفة ومنشآت عبارة عن جسر ومدرج ومسرح روماني الطراز وفيها مقاعد خشبية ومظلات للجلوس ونظام إنارة وملاعب مجهزة للأطفال، وستكون لها إدارة خاصة بها وموظفون.
إذ باتت مقصدًا للمتنزهين وخاصة في الأعياد وعطلة نهاية كل أسبوع، بين الأشجار والأراجيح وعلى المقاعد حيث تمضي العائلات أوقاتا ًسعيدة.
كما تنظم مختلف الهيئات والجمعيات والمؤسسات نشاطات ترفيهية ورحلات جماعية إلى الحديقة.

## معرض صور

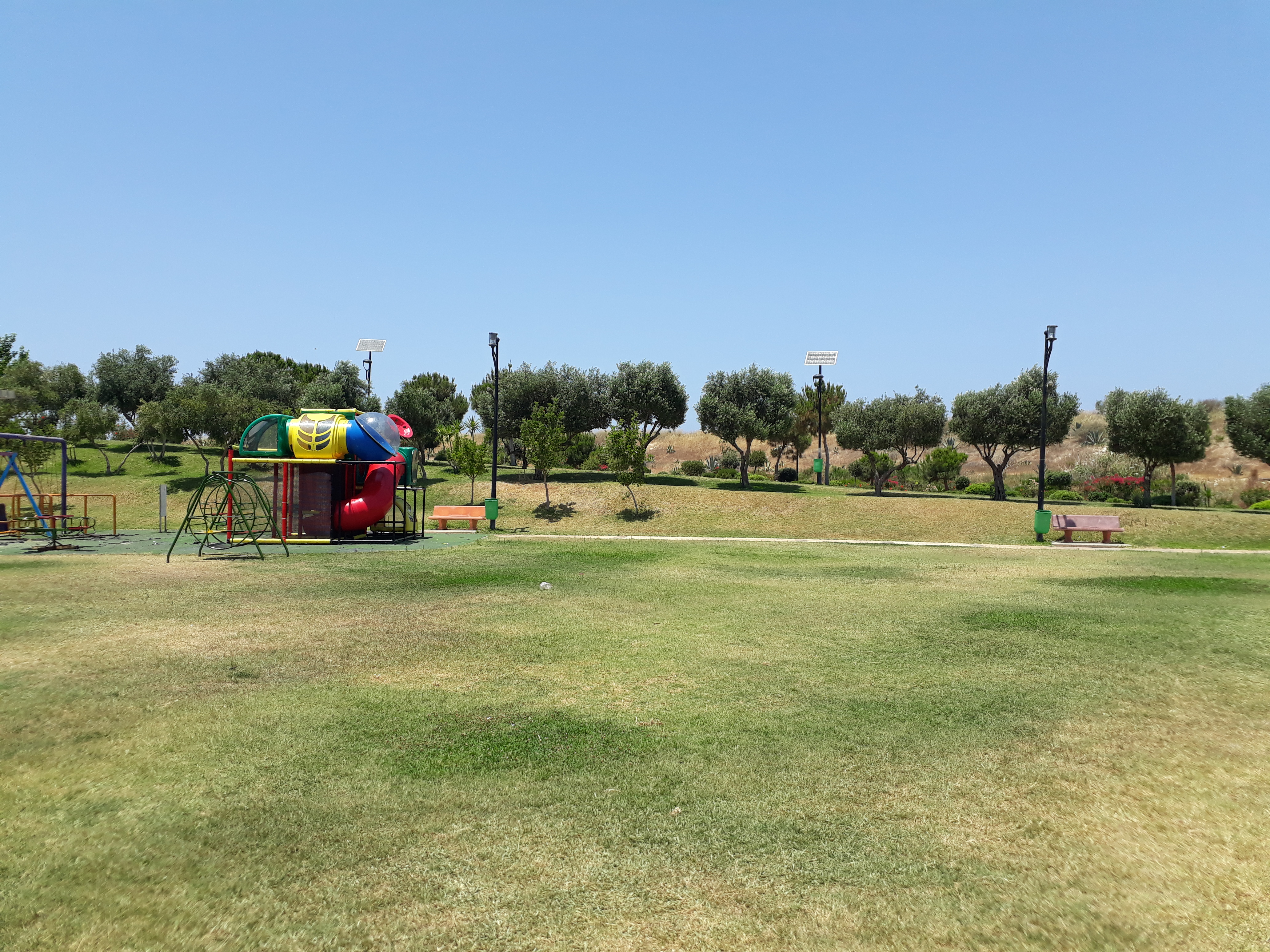
ألعاب الحديقة
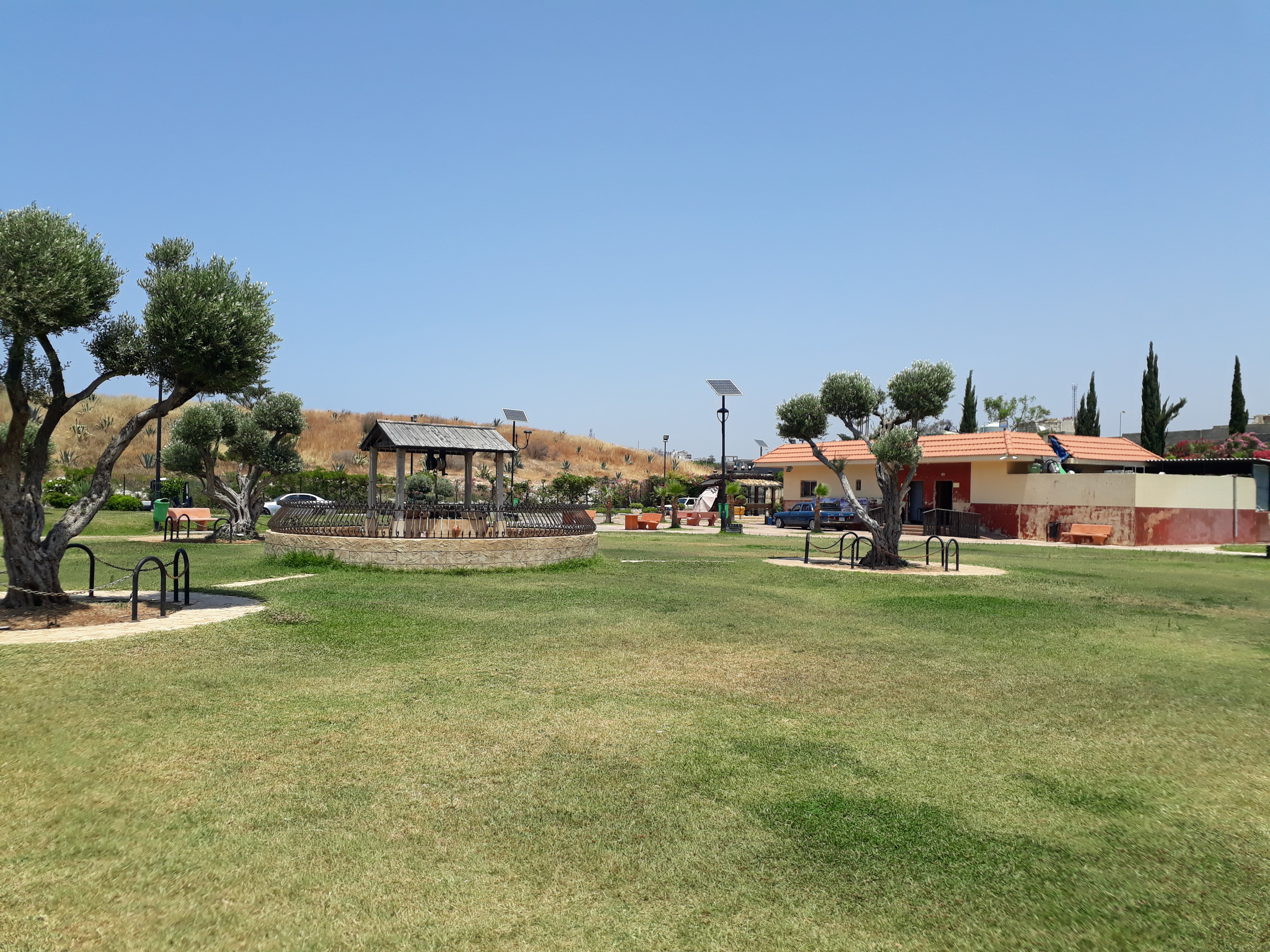
معالم الحديقة
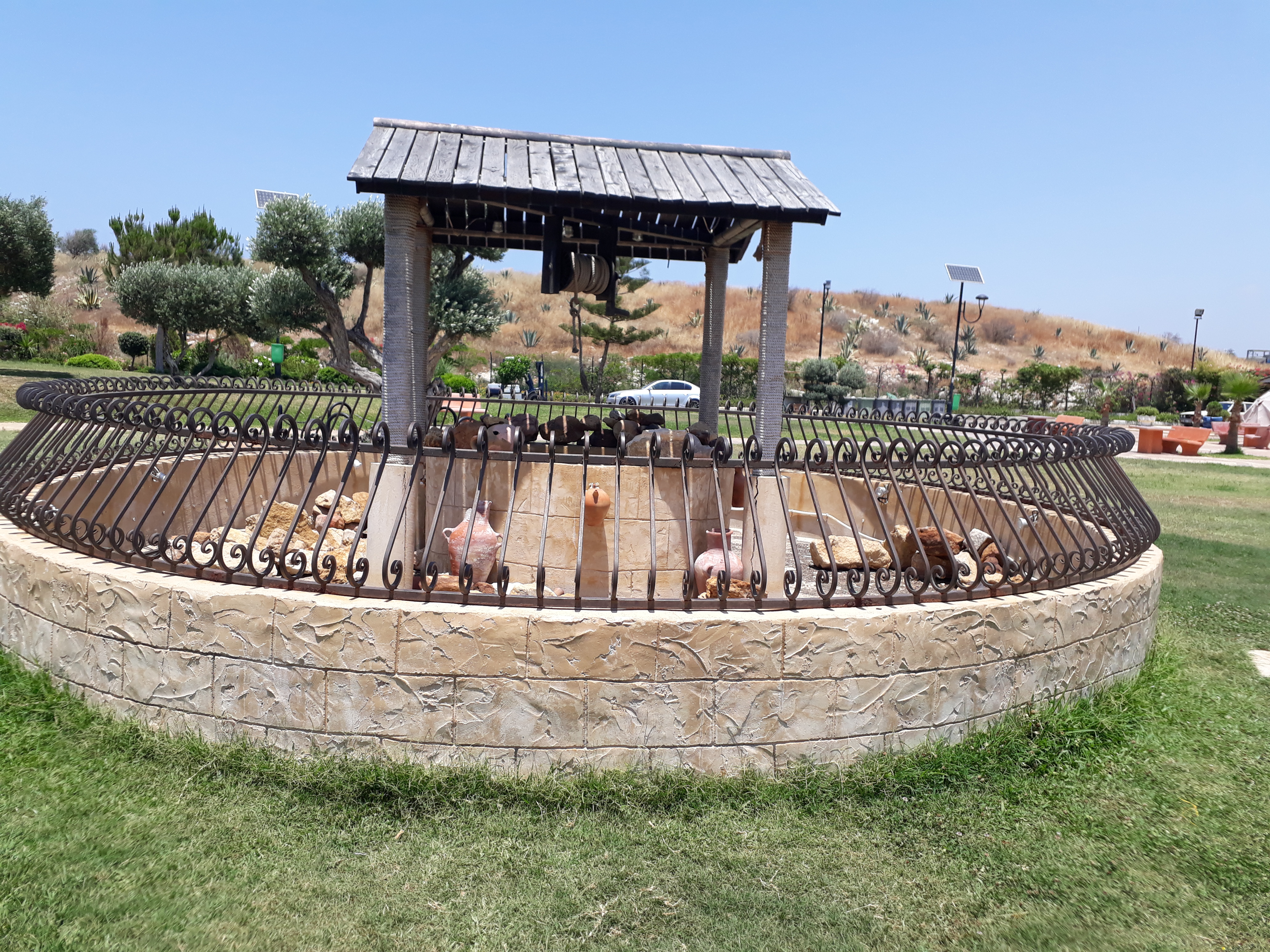
البئر الحجري
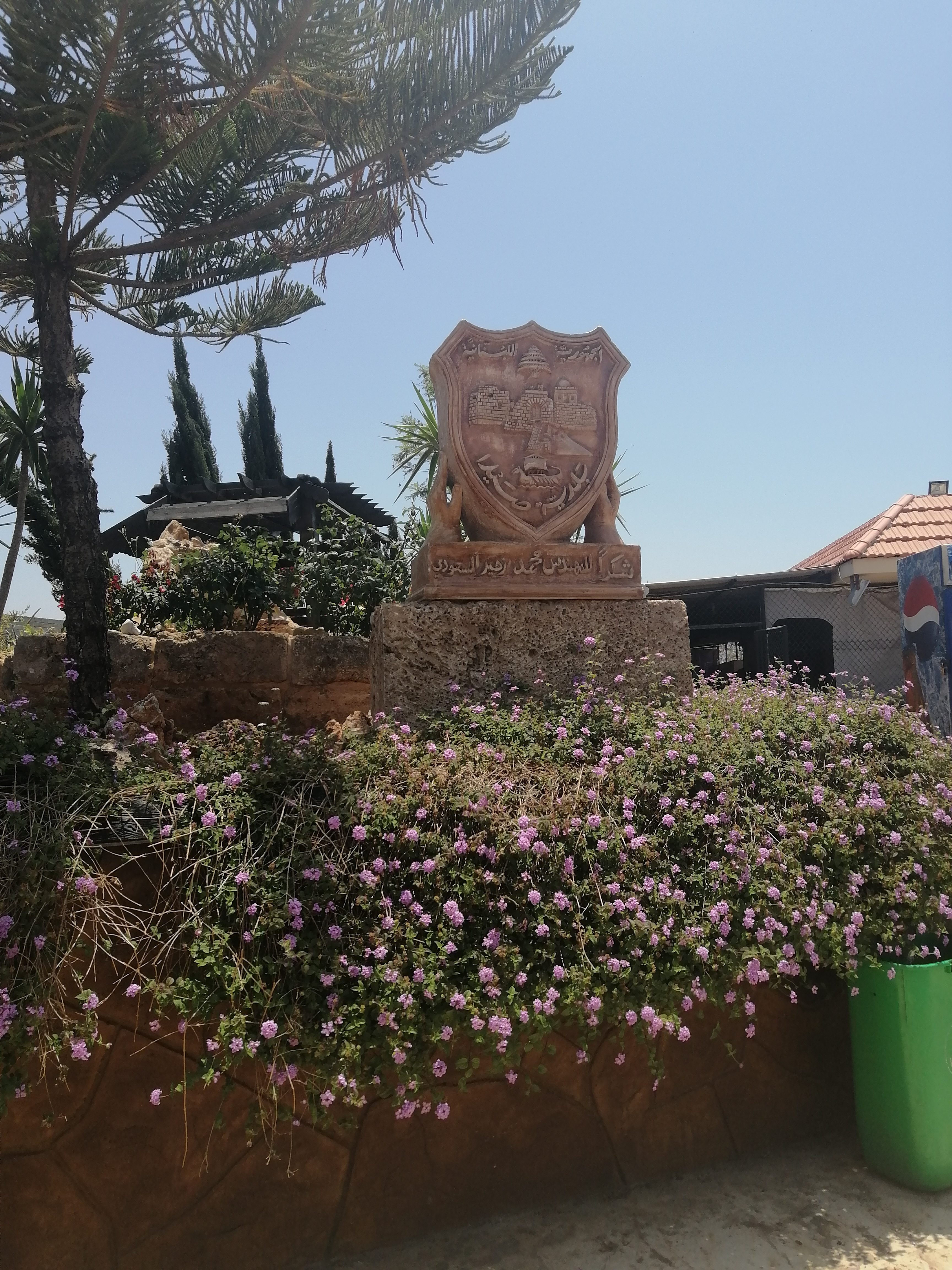
حجر الأساس
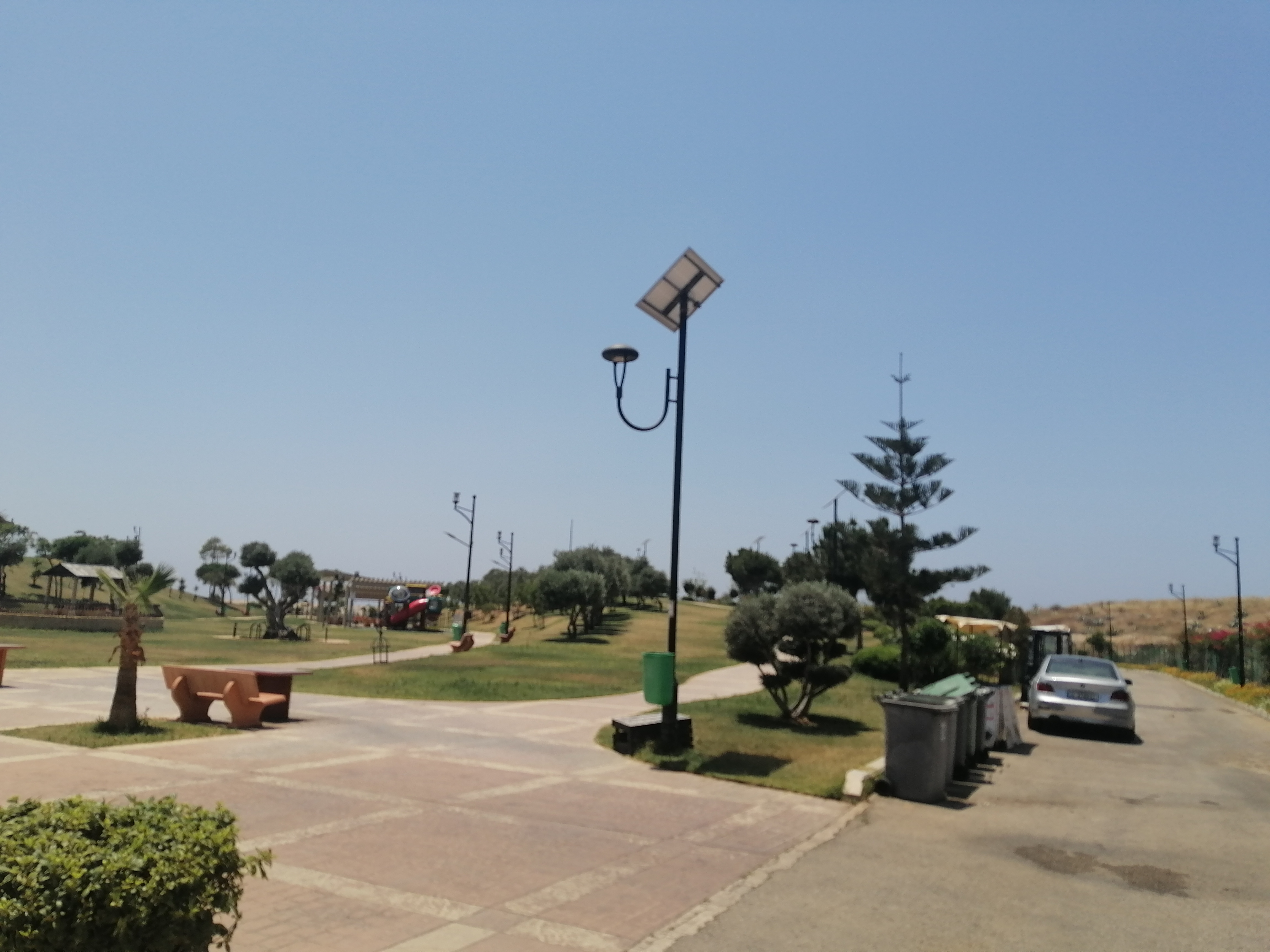
المدخل
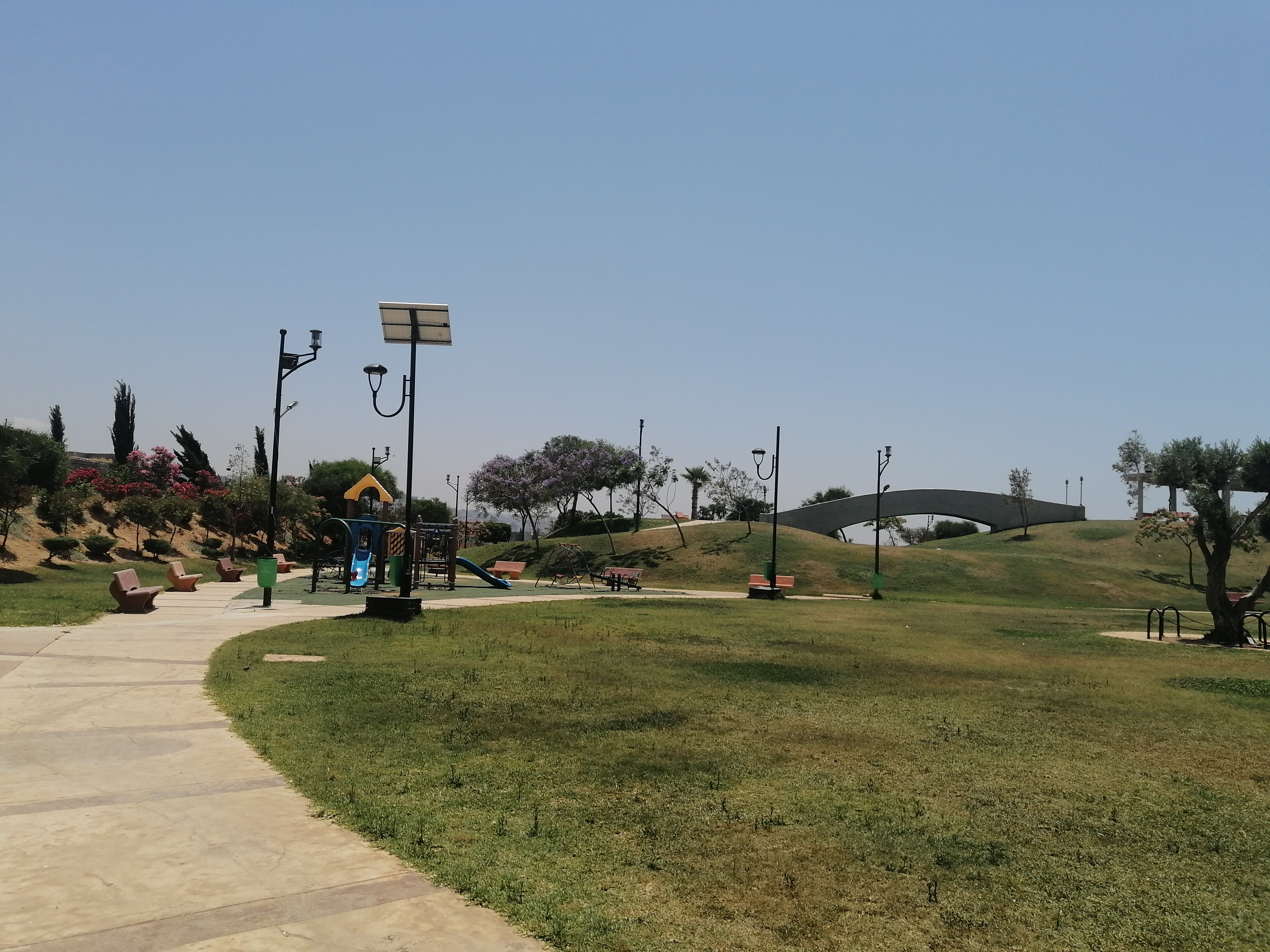
الممرات بين أرجاء الحديقة
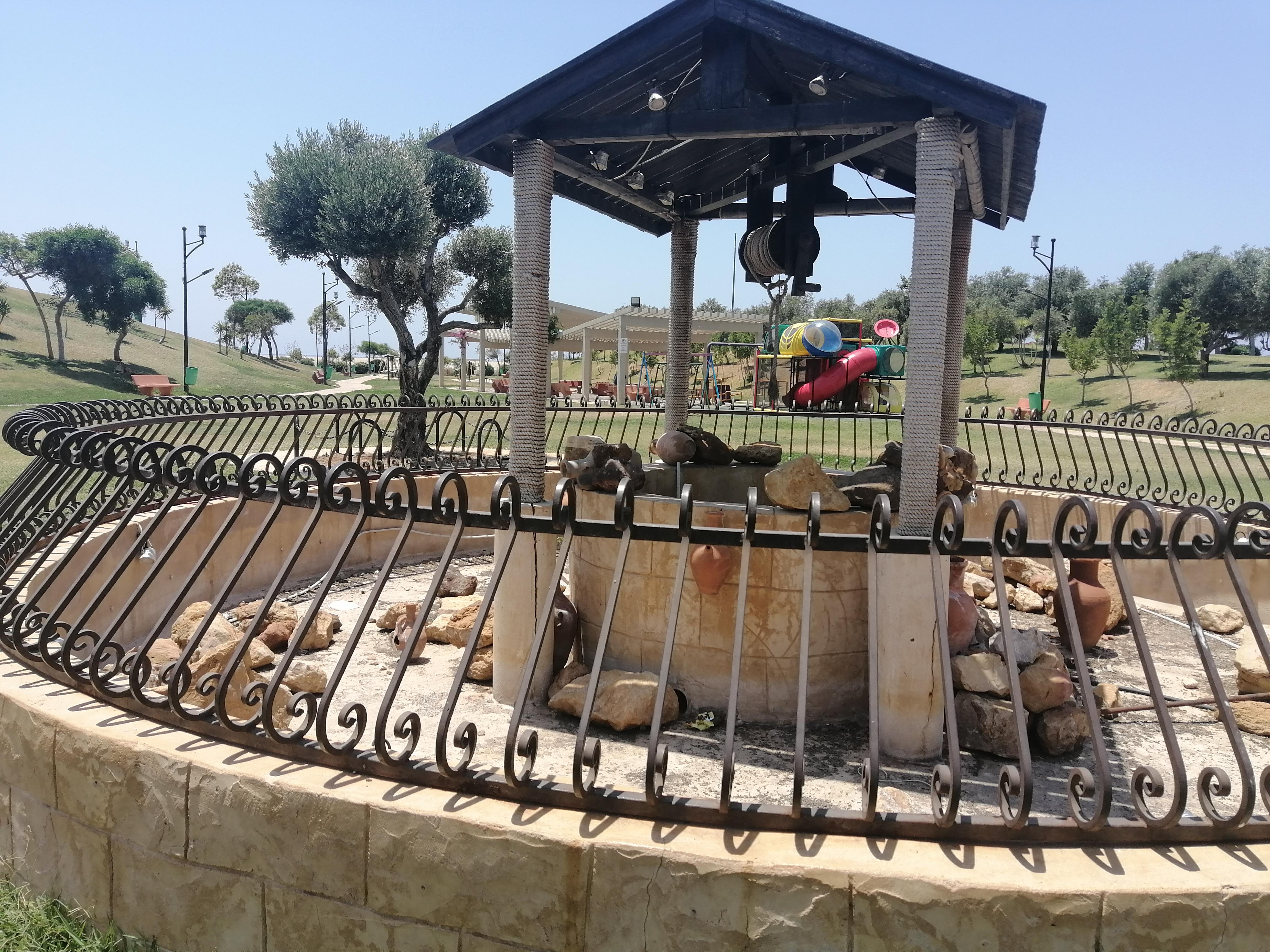
البئر محاط بالفخار
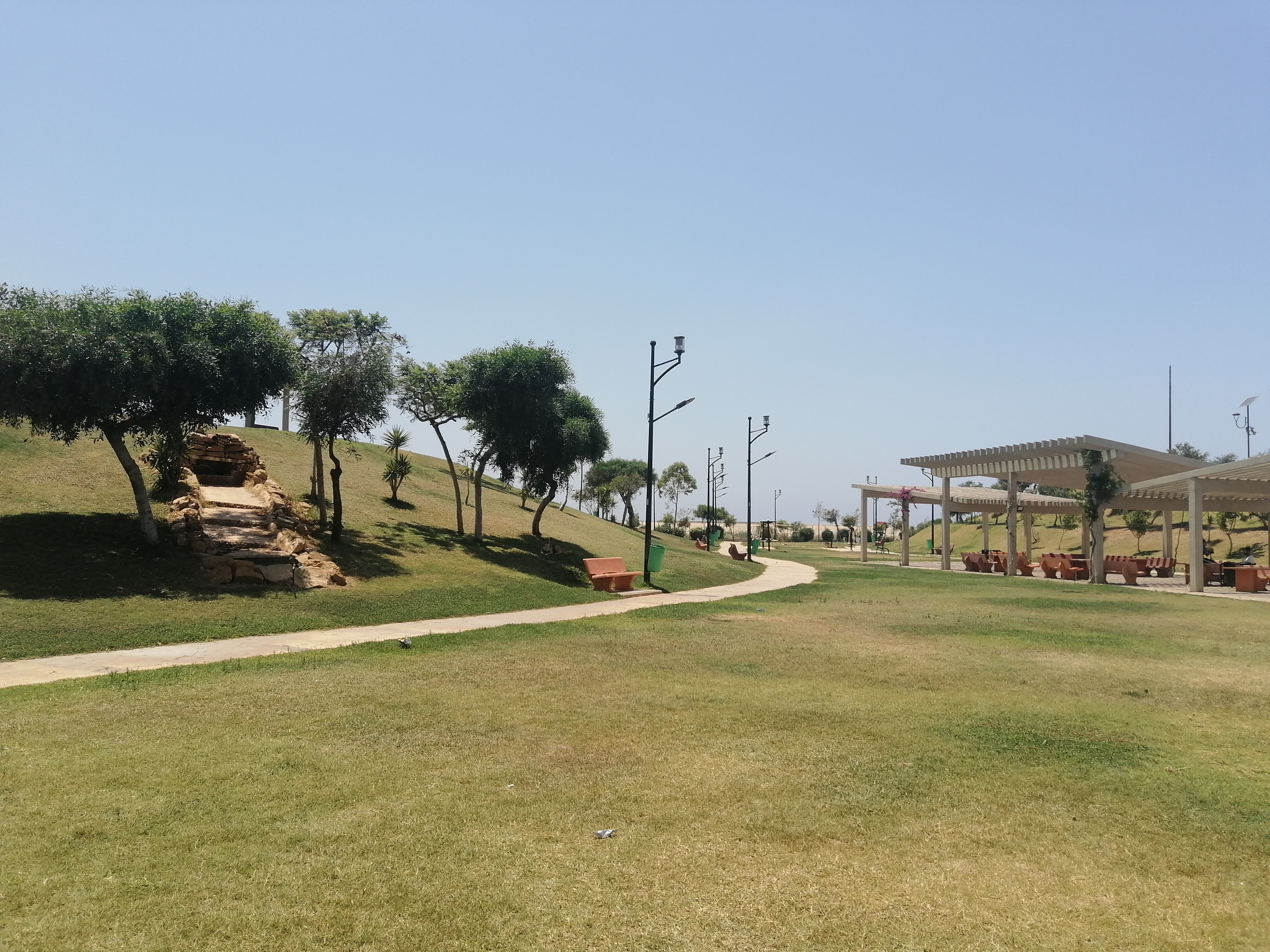
معالم حجرية
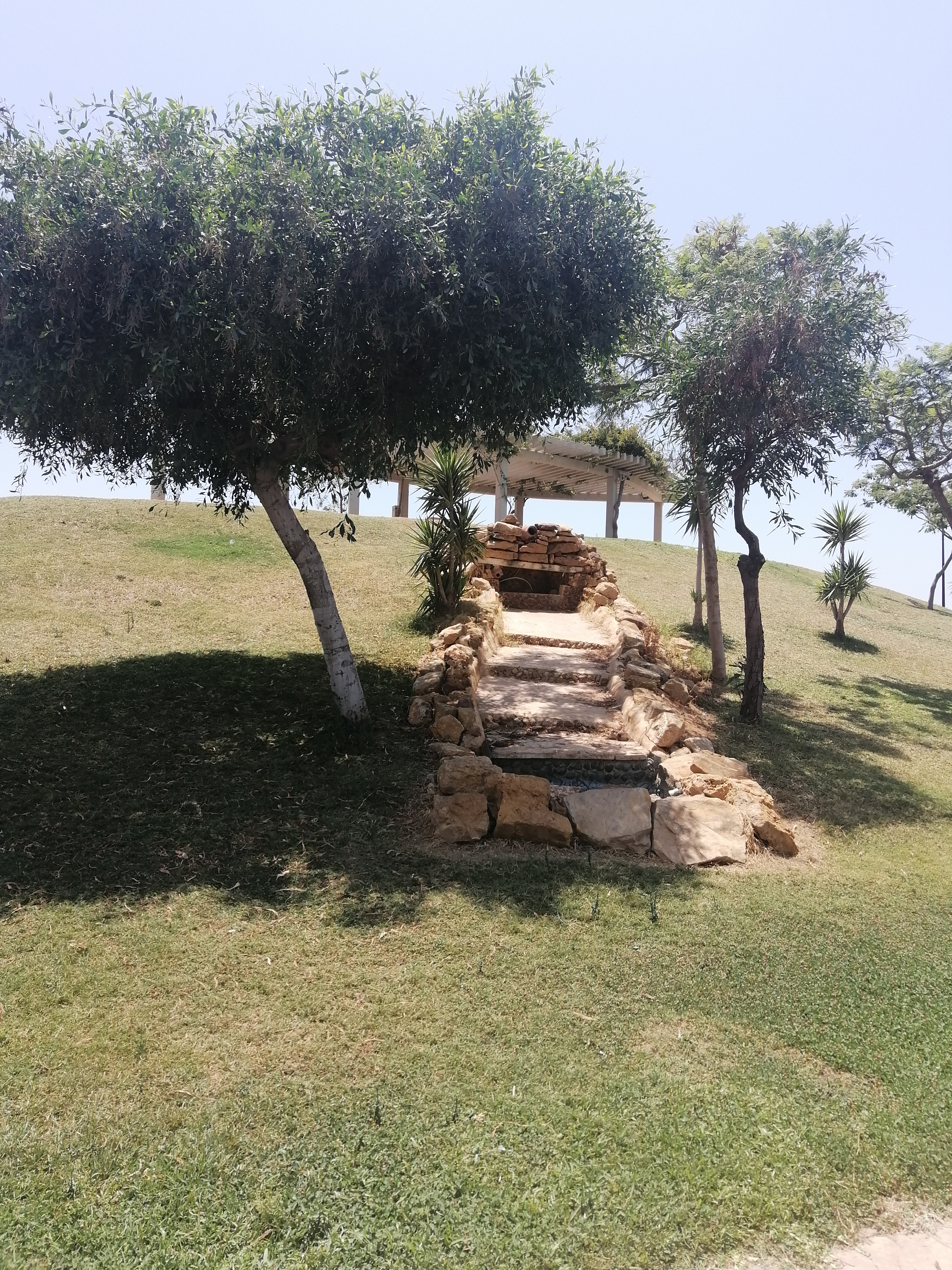
سلم حجري
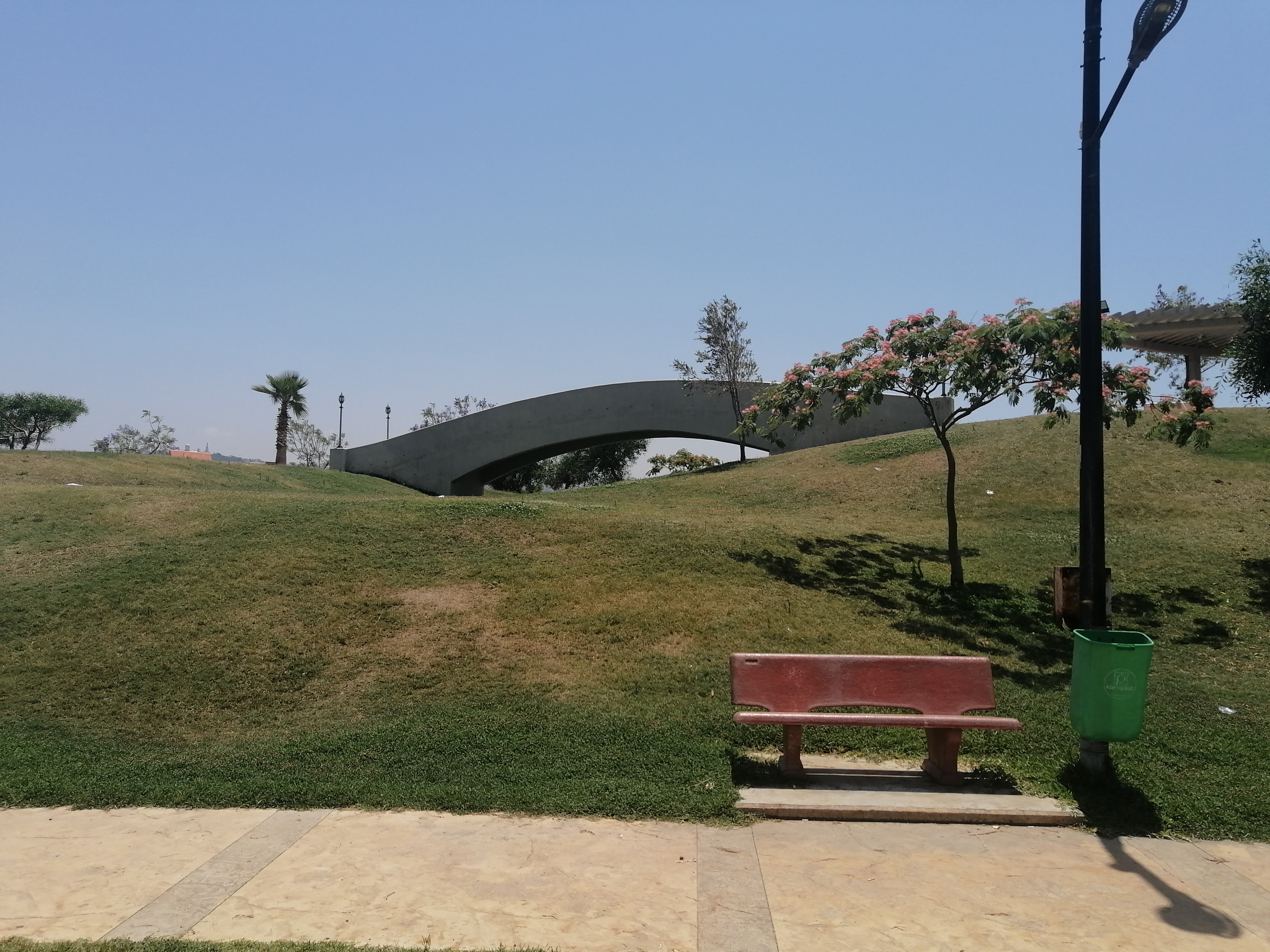
الجسر الحجري
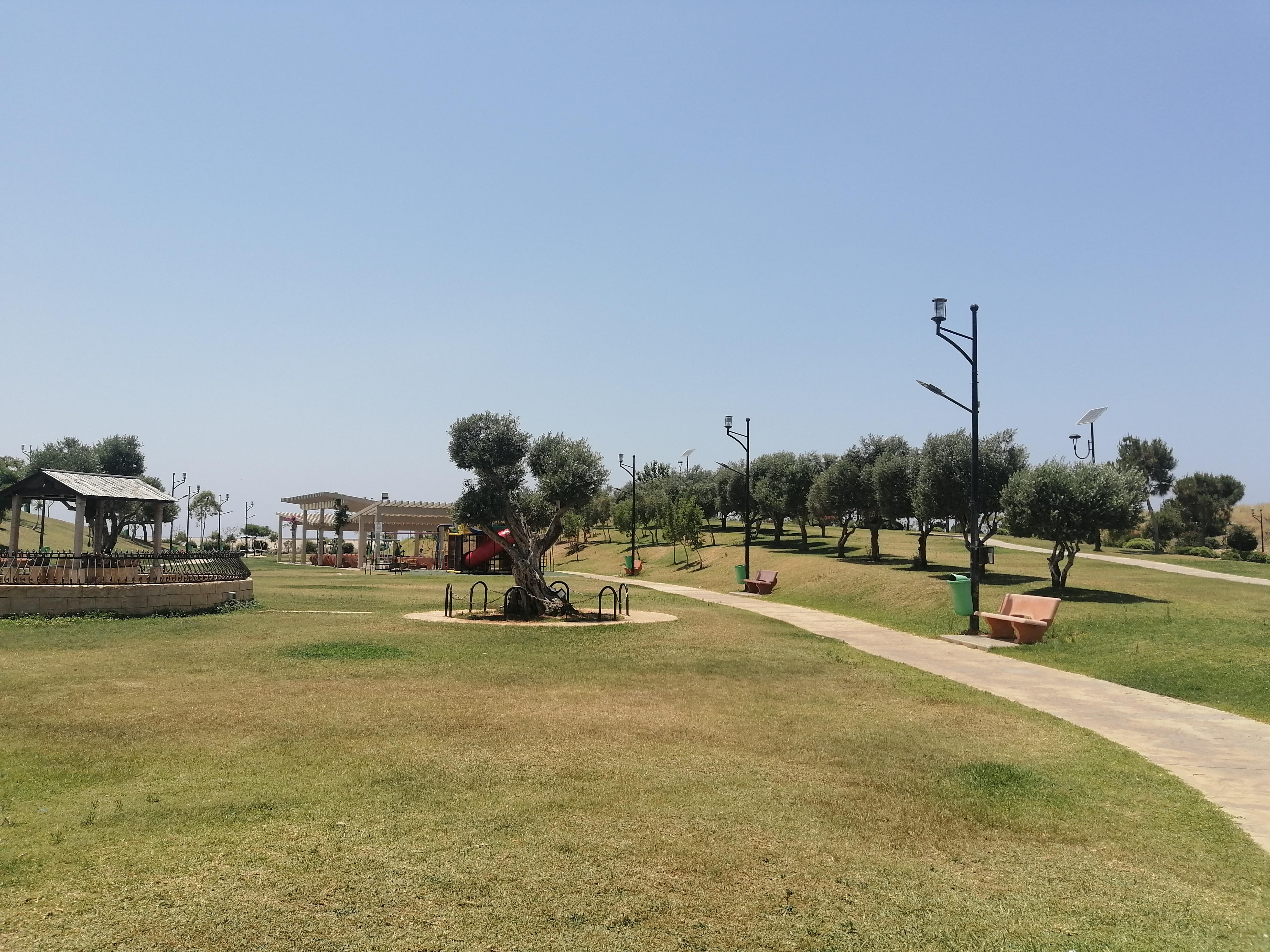
حديقة السعودي